# Bad Girls (canção de M.I.A.)
"Bad Girls" é uma canção da artista britânica M.I.A., com lançamento próprio em 31 de janeiro de 2012 sob licença exclusiva da Interscope Records, para seu quarto álbum de estúdio Matangi. A faixa foi escrita por Maya "M.I.A." Arulpragasam, Marcella Araica e Floyd Nathaniel "Danja" Hills, com produção de Danja. Uma versão mais curta da música apareceu no seu mixtape Vicki Leekx, lançado gratuitamente online em 31 de dezembro de 2010. A canção é o primeiro single do quarto álbum de estúdio do M.I.A., Matangi, lançado em 2013. "Bad Girls" foi lançada em download digital um dia depois de sua estréia mundial nas rádios e online.

## Videoclipe
Um vídeo musical de acompanhamento, dirigido por Romain Gavras e escrito por Arulpragasam, foi filmado em Ouarzazate, Marrocos e estreou em 3 de fevereiro de 2012. O vídeo contém referências ao movimento de mulheres sauditas pelo direito a dirigir e venceu os prêmios de Melhor Direção e Melhor Cinematografia no MTV Video Music Awards de 2012. Esteve também nomeado para Vídeo do Ano na mesma cerimônia, assim como na categoria de melhor vídeo musical em forma curta no Grammy de 2013, tendo perdido em ambas as categorias para "We Found Love", de Rihanna.

## Composição
"Bad Girls" é uma canção de dança experimental com andamento mediano que incorpora ganchos do Oriente Médio com rhythm and blues, worldbeat e hip-hop. As letras expressam alguns temas de proezas sexuais e contêm referências ao empoderamento feminino. A estrutura da canção é focada em batidas ardernadas, sintetizadores inspirados por sons orientais e tambores sincopados.

## Paradas musicais
| Parada musical (2012)                       | Melhor posição |
| ------------------------------------------- | -------------- |
| Bélgica - (Ultratip Flanders)               | 81             |
| Canadá - (Billboard Canadian Hot 100)       | 92             |
| França - (SNEP)                             | 61             |
| Suíça - (Schweizer Hitparade)               | 61             |
| Reino Unido - (Official Charts Company)     | 62             |
| Reino Unido - (R&B Official Charts Company) | 17             |